# ملكة نفسية
الملكة النفسية هي فكرة أن العقل مقسم إلى ملكات أو أقسام، وأن كل من هذه الملكات مخصصة لمهام عقلية معينة. بعض الأمثلة على المهام العقلية المخصصة لهذه الملكات تشمل الحكم والرحمة والذاكرة والانتباه والإدراك والوعي. على سبيل المثال، يمكننا التحدث لأننا نمتلك ملكة الكلام أو يمكننا التفكير لأننا نمتلك ملكة الفكر. يذكر توماس ريد أكثر من 43 ملكة للعقل تعمل معًا ككل. بالإضافة إلى ذلك، تدعي الفكرة أننا نولد بوظائف بشرية فطرية منفصلة.